# Luke Rollason
Luke Rollason est un acteur britannique.

## Débuts
Rollason a étudié l'anglais à l'Université d'Oxford. Il a reçu la bourse Mansfield pour ses prouesses académiques
.

## Carrière
Rollason a fréquenté l'école de clown en France à l'École Philippe Gaulier. Cependant, Rollason a déclaré au British Comedy Guide qu'il était favorable à l'utilisation du terme « comique physique » pour lui-même. Après l'université, Rollason a déménagé à Londres et où il jouerait sa comédie avec des accessoires faits maison. Il a dit que lorsqu'il était étudiant, voir le comédien physique Trygve Wakenshaw était « une révélation » quant à ce qu'il était possible d'essayer de faire sur scène. Il a dit que le meilleur conseil que Gaulier lui avait donné était : « Nous cherchons toujours. Quand vous trouvez votre style, c'est un bon jour pour mourir ».
Au Festival de Brighton 2022, Rollason a mis en place la Bourse commémorative Luke Rollason visant à encourager les artistes d'horizons alternatifs à apporter des approches inhabituelles à la comédie. La bourse offre le coût de leurs frais d'inscription, des contributions aux frais de marketing et un espace de répétition gratuit. Son spectacle de 2022 au Edinburgh Festival Fringe s'appelait Bowerbird. Il l'avait déjà joué au festival de 2021 en tant que travail en cours. Ce spectacle a été décrit comme un « pot-pourri fou de mime et d'angoisse existentielle ».
En 2023, Rollason est apparu comme le rôle principal dans Jack, un film sur un étudiant universitaire, raconté du point de vue de son pénis. D'autres petits rôles télévisés pour Rollason ont inclus Becoming Elizabeth et Industry.
En décembre 2021, Rollason a été choisi pour la série Disney+ Extraordinary. La série a été diffusée en janvier 2023 et a été suffisamment bien accueillie pour être renouvelée pour une deuxième saison par Disney+ le même mois. Il a décrit Extraordinary comme « probablement la première chose pour laquelle j'ai auditionné où le scénario m'a fait rire aux éclats ». Il a dit que son expérience dans la comédie physique l'avait aidé dans son rôle d'Échacule et que là où il avait toujours « un corps assez inhabituel… très mince et assez osseux », être un artiste de scène physique « l'a aidé à me sentir beaucoup plus confiant dans son corps, d'une manière qui lui semble maintenant très naturelle. » Bien qu'Extraordinary soit nominalement une série de super-héros, Rollason a expliqué comment « ces pouvoirs finissent souvent par refléter les propres insécurités de ce personnage à son sujet ». Il joue le rôle avec « beaucoup de charme » selon Mike Hale dans The New York Times.